# Coppa Latina 1960 (hockey su pista)
La Coppa Latina 1960 è stata la 5ª edizione dell'omonima competizione europea di hockey su pista riservata alle squadre nazionali. Il torneo ha avuto luogo dal 4 al 6 novembre 1960.
La vittoria finale è andata alla nazionale del Portogallo che si è aggiudicata il torneo per la terza volta nella sua storia.

## Formula
La Coppa Latina 1960 vede la partecipazione delle nazionali della Francia, dell'Italia, del Portogallo e della Spagna. La manifestazione fu organizzata con un girone all'italiana, con gare di sola andata di 3 giornate: erano assegnati due punti per l'incontro vinto, un punto a testa per l'incontro pareggiato e zero la sconfitta. Al termine del torneo la squadra prima classificata venne proclamata vincitrice della coppa.

## Risultati
| Squadra    | Pt | G | V | N | P | GF | GS | DG  |
| ---------- | -- | - | - | - | - | -- | -- | --- |
| Portogallo | 5  | 3 | 2 | 1 | 0 | 9  | 2  | +7  |
| Spagna     | 5  | 3 | 2 | 1 | 0 | 10 | 5  | +5  |
| Italia     | 2  | 3 | 1 | 0 | 2 | 6  | 6  | 0   |
| Francia    | 0  | 3 | 0 | 0 | 3 | 3  | 15 | -12 |

| Nantes 4 novembre 1960 | Francia | 1 – 3 | Italia |  |

| Nantes 4 novembre 1960 | Portogallo | 1 – 1 | Spagna |  |

| Nantes 5 novembre 1960 | Francia | 0 – 6 | Portogallo |  |

| Nantes 5 novembre 1960 | Italia | 2 – 3 | Spagna |  |

| Nantes 6 novembre 1960 | Francia | 2 – 6 | Spagna |  |

| Nantes 6 novembre 1960 | Italia | 2 – 1 | Portogallo |  |